# TFF 3. Lig 2014/15
Die Spor Toto 3. Lig 2014/15 war die 14. Spielzeit der vierthöchsten türkischen Spielklasse im Männer-Fußball. Sie begann am 7. September 2014 mit dem 1. Spieltag und endete am 28. Mai 2015 mit den Playoff-Spielen zwischen den Zweit- bis Fünftplatzierten aller drei Gruppen.

## Austragungsmodus
Wie in der Vorsaison spielten 54 Mannschaft in drei Gruppen mit jeweils 18 Mannschaften um den Aufstieg in die TFF 2. Lig bzw. gegen den Abstieg in die regionale Amateurliga. Die Einteilung der Liga wurde nicht regionalspezifisch durchgeführt. In der ersten Etappe, der normalen Ligaphase, stiegen alle Erstplatzierten direkt in die TFF 2. Lig auf, während die drei letztplatzierten Teams aller Gruppen in die Bölgesel Amatör Lig abstiegen. Die Einteilung der Mannschaften in die jeweiligen Gruppen wurde per Auslosung im Juli 2014 bestimmt. Die Auslosung für diese Spielzeit wurde am 24. Juni 2014 im Orhan-Saka-Haus der Amateure (türkisch: Orhan Saka Amatörler Evi) im Istanbuler Stadtteil Sarıyer gezogen. Ferner wurde in der ersten Etappe, der normalen Ligaphase, auch ermittelt, welche Teams sich für die zweite Etappe, für die Playoff-Phase, qualifiziert hatten. Die Zweit- bis Fünftplatzierten aller Gruppen qualifizierten sich für die Playoffs.
In der Playoff-Phase wurden die letzten drei Aufsteiger per K.-o.-System bestimmt. Dabei wurden für jede Gruppe eine separate Playoff-Runde durchgeführt. In jeder dieser Playoff-Runde wurde jeweils ein Aufsteiger ausgespielt. Die Halbfinalbegegnungen wurden mit Hin- und Rückspiel entschieden und bildeten damit eine Regeländerung zur letzten Saison, in der die Halbfinalbegegnungen mit einer Begegnung in einer für alle teilnehmenden Mannschaften neutralen Städten entschieden wurden, dar. Die Play-off-Finalbegegnungen wurden hingegen wie letztes Jahr mit einer Partie entschieden und fanden in für alle teilnehmenden Mannschaften neutralen Städten statt.

## Teilnehmerzusammensetzung
Zum Saisonbeginn kamen zu den von der vorherigen Saison verbliebenen 39 Mannschaften die sechs Absteiger aus der TFF 2. Lig Eyüpspor, Istanbul Güngörenspor, Bozüyükspor, Dardanelspor, Gaziosmanpaşaspor, Çankırıspor und die neun Aufsteiger aus der Çine Madranspor, Erzin Belediyespor, Halide Edip Adıvar SK, Çatalcaspor, Niğde Belediyespor, Tire 1922 Spor, Bayburt Grup İl Özel İdare GS, Etimesgut Belediyespor, Zonguldak Kömürspor hinzu.

## Saisonverlauf

### Ligaphase
Tuzlaspor aus 1. Gruppe spielte die gesamte Saison mit Darıca Gençlerbirliği um die Tabellenführung. Nachdem die Herbstmeisterschaft an diesen Gegner vergeben war, übernahm die Mannschaft am 24. Spieltag endgültig die Tabellenführung und sicherte sich am 32. Spieltag durch ein 4:3-Auswärtssieg über Zonguldak Kömürspor die Meisterschaft und damit der direkte Aufstieg in die TFF 2. Lig. Damit nahm der Verein zum ersten Mal in seiner 61-jährigen Vereinsgeschichte an der dritthöchste türkische Spielklasse teil. Eyüpspor übernahm am 6. Spieltag zum zweiten Mal die Tabellenführung und behielt diese bis zum letzten Spieltag. Damit sicherte sich der Klub souverän erst vorzeitig die Herbstmeisterschaft und am vorletzten Spieltag durch ein 2:0-Heimsieg gegen 68 Yeni Aksarayspor vorzeitig in die Meisterschaft der Gruppe 3 und damit den direkten Wiederaufstieg in die TFF 2. Lig. Der Istanbuler Traditionsverein Üsküdar Anadolu 1908 SK sicherte sich am vorletzten Spieltag durch ein 4:0-Heimsieg gegen den direkten Aufstiegskonkurrenten Ankara Demirspor die Meisterschaft der Gruppe 2 und kehrte nach neun Jahren wieder in die TFF 2. Lig zurück.
In der 1. Gruppe standen bereits zur Saisonstart die westanatolische Mannschaft Bozüyükspor als Absteiger fest. Diesem Absteiger gesellte sich zum Start der Rückrunde Trabzon Akçaabat FK, welches ebenfalls seinen Rückzug aus dem Ligabetrieb erklärte und damit nach dem Reglement des Verbandes als Aufsteiger feststand. Die Aufsteiger der Gruppe 1 komplettierte am 30. Spieltag der Traditionsklub und ehemals langjährige Erstligist Ankara Şekerspor und stieg zum ersten Mal in seiner Historie in die Amateurliga ab.
Aus der 2. Gruppe verfehlten der finanziell stark angeschlagene zentralanatolische Verein Çankırıspor bereits Wochen vor Saisonende den Klassenerhalt. Am vorletzten Spieltag stand mit 68 Yeni Aksarayspor der zweite und am letzten Spieltag mit dem Istanbuler Klub Halide Edip Adıvar SK der letzte Absteiger der Gruppe 2 fest.
In der 3. Gruppe stand Istanbul Güngörenspor bereits am 31. Spieltag als erste Absteiger fest und kehrte damit nach 14 Saisons in die regionale Amateurliga zurück. Die beiden anderen Absteiger Kayseri Şekerspor und FBM Makina Balçova Yaşamspor standen erst am letzten Spieltag fest.
Mit 19 Ligatoren holte sich Cenk Sarıtaş vom Meister Üsküdar Anadolu 1908 SK die Torschützenkrone der TFF 3. Lig.

### Playoffphase
Mit dem Erreichen der Tabellenplätze zwei bis fünf qualifizierten sich Darıca Gençlerbirliği, Zonguldak Kömürspor, İstanbulspor, Çorum Belediyespor (Gruppe 1), Sivas 4 Eylül Belediyespor, Yeni Diyarbakırspor, Denizli Büyükşehir Belediyespor, Gölcükspor (Gruppe 2) und Ankara Demirspor, Sakaryaspor, BB Erzurumspor, Silivrispor (Gruppe 3) für die Teilnahme an den Playoffs.
Die Play-offs der Gruppe 1 gewann İstanbulspor und kehrte damit nach fünf Jahren in die TFF 2. Lig zurück. In der Gruppe 2 sicher sich Sivas 4 Eylül Belediyespor den Play-off-Sieg und damit den ersten Aufstieg und die erste Teilnahme der TFF 2. Lig in seiner Vereinshistorie. Der Traditionsklub und ehemals langjährige Erstligist Ankara Demirspor wurde Play-off-Sieger der Gruppe 3 kehrte damit nach neunjähriger Abstinenz wieder in die TFF 2. Lig zurück.

## Besondere Vorkommnisse
- Im Sommer 2014 änderte der Verein Tekirova Belediyespor seinen Namen in Kemer Tekirovaspor um.[10]
- Elibol Sandıklıspor nahm wieder seinen ursprünglichen Namen Sandıklıspor an.
- Der Verein Manavgat Evrensekispor änderte vor dem Saisonstart seinen Namen in Manavgatspor um.[11]
- Im Sommer 2014 wurde Balçova Belediyespor verkauft. Die neuen Eigentümer nannten den Verein in FBM Makina Balçova Yaşamspor (kurz FBM Balçova Yaşamspor) um.[12]
- Erzurum Büyükşehir Belediyespor (kurz Erzurum BB) nannte sich vor dem Saisonstart in Büyükşehir Belediye Erzurumspor (kurz BB Erzurumspor) um.
- Aufgrund von finanziellen Problemen erklärte der Drittligaabsteiger Bozüyükspor vor dem Saisonstart seinen Rückzug aus dem Ligabetrieb.[13] Damit stand der Verein als erster Absteiger fest. Nach diesem Rückzug trat das Reglement in Kraft, wonach Teams die innerhalb einer Saison grundlos zwei Spiele nicht antraten automatisch zwangsabsteigen mussten. Alle Spiele des Klubs wurden mit einer 0:3-Niederlage bewertet.
- Nach Bozüyükspor zog sich vor dem Rückrundenstart auch Trabzon Akçaabat FK vom Ligabetrieb zurück und stand als zweiter Absteiger fest. Alle verbliebenen Spieler wurden mit einer 0:3-Niederlage bewertet.[14] Zudem erhielt der Verein vom türkischen Fußballverband einen 3-Punkteabzug.
- Aufgrund eines Name-Sponsoringvertrag mit dem Bauunternehmen Sebat Proje Mühendislik Müşavirlik Tic. Ltd. Şti. wird der Klub ab dem Sommer 2014 für die Vertragsdauer Sebat Proje Trabzon Akçaabat Futbol Kulübü (kurz Sebat Proje Trabzon Akçaabat FK bzw. SP Trabzon Akçaabat FK heißen) heißen.
- Die Vereinsführung von Çankırıspor beantragte nach dem 29. Spieltag, nach dem der Verein als Absteiger feststand, den Rückzug vom Ligabetrieb. Nach diesem Rückzug trat das Reglement in Kraft, wonach Teams die innerhalb einer Saison grundlos zwei Spiele nicht antraten automatisch zwangsabsteigen mussten. Die vier verbliebenen Spiele des Klubs wurden mit einer 0:3-Niederlage bewertet.[15] Wegen einer Regelwidrigkeit wurde dem Verein drei Punkte abgezogen.
- Im Play-off-Halbfinalrückspiel der Gruppe 2 vom 18. Mai 2015 zwischen Yeni Diyarbakırspor und Denizli Büyükşehir Belediyespor kam es zu Zuschauerausschreitungen und tumultartigen Szenen, nachdem Denizli Büyükşehir Belediyespor in der 94. Minute einen Elfmeter zugesprochen bekam und diesen zum 1:1-Unentschieden verwandeln konnte. Nachdem Rıdvan Aykan den Elfmeter verwandelt hatte, stürmten mehrere heimische Zuschauer das Spielfeld und griffen den Schiedsrichter Hüseyin Sabancı und die gegnerischen Spieler an.[16] Das Spiel musste beim Stand von 1:1, was ein Weiterkommen von Denizli Büyükşehir Belediyespor zur Folge gehabt hätte, abgebrochen werden. Die Fanausschreitungen verlagerten sich vom Stadion in die Innenstadt Diyarbakırs. Hier lieferten sich Fans und andere Gruppen mit der Polizei Straßenschlachten und plünderten Geschäfte und das Klubhaus von Yeni Diyarbakırspor. Das Disziplinarkomitee des türkischen Fußballverbandes wertete die Partie entsprechend seinem Regelwerk mit einer 0:3-Niederlage gegen Yeni Diyarbakırspor und verhängte dem Klub, einigen Vereinsverantwortlichen und Spielern unterschiedliche Strafen.[17]

## Mannschaften 2014/15

### Gruppe 1
| Mannschaft             | Stadt        | Gründung | In der Liga seit | Letzte Saison | Stadion                          | Kapazität |
| ---------------------- | ------------ | -------- | ---------------- | ------------- | -------------------------------- | --------- |
| Ankara Adliyespor      | Ankara       | 1993     | 2013             | 15.           | Hasan Doğan Stadı                | 10.0000   |
| Batman Petrolspor      | Batman       | 1960     | 2006             | 2.            | Batman 16 Mayıs Stadı            | 4.900     |
| Bozüyükspor            | Bozüyük      | 1914     | 2014             | Absteiger     | Bozüyük Şehir Stadı              | 4.100     |
| Bursa Nilüferspor      | Nilüfer      | 2008     | 2005             | 10.           | Nilüfer Stadı                    | 2.000     |
| Çatalcaspor            | Çatalca      | 1942     | 2014             | Aufsteiger    | Çatalca Ziy Altınoğlu Stadı      | 6.150     |
| Çorum Belediyespor     | Çorum        | 1997     | 2012             | 7.            | Dr. Turhan Kılıçcıoğlu Stadı     | 11.2630   |
| Darıca Gençlerbirliği  | Darıca       | 1934     | 2009             | 6.            | Darıca İlçe Stadı                | 6.000     |
| Gaziosmanpaşaspor      | Istanbul     | 1965     | 2014             | Absteiger     | Gaziosmanpaşa Stadı              | 5.762     |
| İstanbulspor           | Istanbul     | 1926     | 2010             | 2.            | Bahçelievler İl Özel İdare Stadı | 4.350     |
| Kırıkhanspor           | Kırıkhan     | 1938     | 2009             | 11.           | Kırıkhan İlçe Stadı              | 6.500     |
| Kızılcabölükspor       | Kızılcabölük | 1982     | 2013             | 14.           | Tavas İlçe Stadı                 | 0540      |
| Manavgatspor           | Evrenseki    | 2008     | 2011             | 8.            | Evrenseki Stadı                  | 2.000     |
| Niğde Belediyespor     | Niğde        | ?        | 2014             | Aufsteiger    | Niğde Stadion des 5. Februars    | 5.000     |
| SP Trabzon Akçaabat FK | Akçaabat     | 1980     | 2009             | 10.           | Akçaabat Fatih Stadı             | 2.850     |
| Ankara Şekerspor       | Ankara       | 1947     | 2013             | 12.           | Ostim Stadı                      | 5.000     |
| Tire 1922 Spor         | Tire         | ?        | 2014             | Aufsteiger    | Tire 4 Eylül Stadı               | 5.000     |
| Tuzlaspor              | Istanbul     | 1954     | 2013             | 4.            | Bahçelievler İl Özel İdare Stadı | 4.350     |
| Zonguldak Kömürspor    | Zonguldak    | 1966     | 2014             | Aufsteiger    | Karaelmas Kemal Köksal Stadı     | 13.7950   |

| Ankara Adliyespor, Ankara Şekerspor |

| Batman Petrolspor |

| Bozüyükspor |

| Bursa Nilüferspor |

| Çatalcaspor |

| Çorum Belediyespor |

| Darıca Gençlerbirliği |

| Istanbul |

| Kırıkhanspor |

| Kızılcabölükspor |

| Manavgatspor |

| Niğde Belediyespor |

| SP Trabzon Akçaabat FK |

| Tire 1922 Spor |

| Zonguldak Kömürspor |

| Vereine in Istanbul: Gaziosmanpaşaspor İstanbulspor Tuzlaspor |

### Gruppe 2
| Mannschaft                 | Stadt      | Gründung | In der Liga seit | Letzte Saison | Stadion                   | Kapazität |
| -------------------------- | ---------- | -------- | ---------------- | ------------- | ------------------------- | --------- |
| 68 Yeni Aksarayspor        | Aksaray    | 2010     | 2013             | 12.           | Aksaray Atatürk Stadı     | 2.750     |
| Arsinspor                  | Arsin      | 1973     | 2011             | 13.           | Arsin Stadı               | 10.0000   |
| Çankırıspor                | Çankırı    | 1993     | 2014             | Absteiger     | Çankırı Atatürk Stadı     | 5.500     |
| Çine Madranspor            | Çine       | 1926     | 2014             | Aufsteiger    | Çine Yüksel Yalova Stadı  | 2.000     |
| Dardanelspor               | Çanakkale  | 1966     | 2014             | Absteiger     | 18 Mayıs Stadı            | 12.6920   |
| Denizli BB                 | Denizli    | 1981     | 2013             | 8.            | Doğan Seyfi Atlı Stadı    | 2.000     |
| Derincespor                | Derince    | 1995     | 2012             | 7.            | İsmetpaşa Stadyumu        | 16.7500   |
| Erzincan Refahiyespor      | Refahiye   | 1984     | 2012             | 10.           | Erzincan 13 Şubat Stadı   | 6.000     |
| Eyüpspor                   | Istanbul   | 1919     | 2014             | Absteiger     | Eyüp Stadı                | 2.500     |
| Gölcükspor                 | Gölcük     | 1984     | 2002             | 6.            | Şirinköy Stadı            | 5.000     |
| Halide Edip Adıvar SK      | Istanbul   | 2004     | 2014             | Aufsteiger    | Vefa Stadı                | 6.000     |
| Maltepespor                | Istanbul   | 1923     | 2011             | 11.           | Maltepe Hasan Polat Stadı | 6.000     |
| Payas Belediyespor 1975    | Payas      | 1975     | 2013             | 13.           | Payaş İlçe Stadı          | 2.000     |
| Sancaktepe Belediyespor    | Istanbul   | 2008     | 2010             | 9.            | Hakan Şükür Stadı         | 7.000     |
| Sivas 4 Eylül Belediyespor | Sivas      | 2009     | 2010             | 9.            | Sivas 4 Eylül Stadı       | 16.8500   |
| Kemer Tekirovaspor         | Kemer      | 2003     | 2009             | 11.           | Dr. Fehmi Öncel Stadı     | 12.3900   |
| Yeni Diyarbakırspor        | Diyarbakır | ?        | 2013             | 3.            | Diyarbakır Atatürk Stadı  | 12.9630   |
| Yeşil Bursa SK             | Bursa      | 1974     | 2007             | 12.           | Veledrom Stadı            | 10.0000   |

| 68 Yeni Aksarayspor |

| Arsinspor |

| Çankırıspor |

| Çine Madranspor |

| Dardanelspor |

| Denizli BB |

| Derincespor |

| Erzincan Refahiyespor |

| Gölcükspor |

| Istanbul |

| Payas Belediyespor 1975 |

| Sivas 4 Eylül Belediyespor |

| Kemer Tekirovaspor |

| Yeni Diyarbakırspor |

| Yeşil Bursa SK |

| Vereine in Istanbul: Eyüpspor Halide Edip Adıvar SK Maltepespor Sancaktepe Belediyespor |

### Gruppe 3
| Mannschaft                    | Stadt         | Gründung | In der Liga seit | Letzte Saison | Stadion                                      | Kapazität |
| ----------------------------- | ------------- | -------- | ---------------- | ------------- | -------------------------------------------- | --------- |
| Ankara Demirspor              | Ankara        | 1932     | 2006             | 3.            | Cebeci İnönü Stadı                           | 37.0000   |
| Ayvalıkgücü                   | Ayvalık       | 1966     | 2013             | 7.            | Hüsnü Uğural Stadı                           | 5.000     |
| FBM Makina Balçova Yaşamspor  | Balçova       | 2012     | 2013             | 14.           | Buca Arena                                   | 13.5000   |
| Bayburt Grup İl Özel İdare GS | Bayburt       | ?        | 2014             | Aufsteiger    | Bayburt Gençosman Stadı                      | 5.000     |
| Bergama Belediyespor          | Bergama       | 1970     | 2012             | 2.            | 14 Eylül Stadı                               | 2.000     |
| Beylerbeyi SK                 | Istanbul      | 1911     | 2009             | 8.            | Beylerbeyi 75. Yıl Stadı                     | 5.500     |
| Erzin Belediyespor            | Erzin         | 1978     | 2014             | Aufsteiger    | Erzin İlçe Stadı                             | 3.000     |
| BB Erzurumspor                | Erzurum       | 2005     | 2011             | 5.            | Yeni Erzurum Stadı                           | 28.8000   |
| Etimesgut Belediyespor        | Ankara        | 1990     | 2014             | Aufsteiger    | Bayburt Kemal Atatürk Stadı                  | 3.000     |
| Istanbul Güngörenspor         | Istanbul      | 1983     | 2014             | Absteiger     | Mimar Yahya Baş Stadı                        | 15.2420   |
| Kahramanmaraş BB              | Kahramanmaraş | 1976     | 2012             | 5.            | Hanefi Mahçiçek Stadı                        | 9.169     |
| Kayseri Şekerspor             | Kayseri       | 1986     | 2012             | 14.           | Kayseri Atatürk Spor Kompleksi Yan Açık Saha | 2.000     |
| Orhangazispor                 | Orhangazi     | 1982     | 2005             | 13.           | Orhangazi İlçe Stadı                         | 2.000     |
| Sakaryaspor                   | Sakarya       | 1965     | 2013             | 15.           | Sakarya Atatürk Stadı                        | 13.2160   |
| Sandıklıspor                  | Sandıklı      | 1986     | 2011             | 4.            | Sandıklı Şehir Stadı                         | 3.500     |
| Silivrispor                   | Silivri       | 1957     | 2012             | 13.           | Silivri Stadı                                | 3.000     |
| Üsküdar Anadolu 1908 SK       | Istanbul      | 1953     | 2006             | 9.            | Beylerbeyi 75. Yıl Stadı                     | 5.000     |
| Van Büyükşehir Belediyespor   | Van           | 1982     | 2011             | 15.           | Van Atatürk Stadı                            | 10.5000   |

| Ankara Demirspor, Etimesgut Belediyespor |

| Ayvalıkgücü |

| FBM Makina Balçova Yaşamspor |

| Bayburt Grup İl Özel İdare GS |

| Bergama Belediyespor |

| Istanbul |

| Erzin Belediyespor |

| BB Erzurumspor |

| Kahramanmaraş BB |

| Kayseri Şekerspor |

| Orhangazispor |

| Sakaryaspor |

| Sandıklıspor |

| Silivrispor |

| Van BB |

| Vereine in Istanbul: Beylerbeyi Istanbul Güngörenspor Üsküdar Anadolu 1908 SK |

## Gruppe 1

### Abschlusstabelle
| Pl. | Verein                    | Sp. | S  | U  | N  | Tore    | Diff. | Punkte |
| --- | ------------------------- | --- | -- | -- | -- | ------- | ----- | ------ |
| 1.  | Tuzlaspor                 | 34  | 21 | 11 | 2  | 073:330 | +40   | 74     |
| 2.  | Darıca Gençlerbirliği     | 34  | 19 | 11 | 4  | 050:230 | +27   | 68     |
| 3.  | Zonguldak Kömürspor (N)   | 34  | 17 | 12 | 5  | 050:240 | +26   | 63     |
| 4.  | İstanbulspor              | 34  | 17 | 10 | 7  | 053:230 | +30   | 61     |
| 5.  | Çorum Belediyespor        | 34  | 14 | 14 | 6  | 044:360 | +8    | 56     |
| 6.  | Bursa Nilüferspor         | 34  | 12 | 18 | 4  | 045:260 | +19   | 54     |
| 7.  | Kızılcabölükspor          | 34  | 14 | 11 | 9  | 050:350 | +15   | 53     |
| 8.  | Tire 1922 Spor (N)        | 33  | 15 | 6  | 12 | 053:390 | +14   | 51     |
| 9.  | Ankara Adliyespor         | 34  | 12 | 12 | 10 | 050:390 | +11   | 48     |
| 10. | Niğde Belediyespor (N)    | 35  | 12 | 12 | 11 | 044:400 | +4    | 48     |
| 11. | Çatalcaspor (N)           | 34  | 12 | 9  | 13 | 034:320 | +2    | 45     |
| 12. | Batman Petrolspor         | 34  | 12 | 8  | 14 | 040:410 | −1    | 44     |
| 13. | Manavgatspor              | 34  | 12 | 8  | 14 | 042:380 | +4    | 44     |
| 14. | Kırıkhanspor              | 34  | 11 | 11 | 12 | 041:340 | +7    | 44     |
| 15. | Gaziosmanpaşaspor         | 34  | 9  | 9  | 16 | 039:460 | −7    | 36     |
| 16. | Ankara Şekerspor          | 33  | 4  | 7  | 22 | 023:680 | −45   | 19     |
| 17. | Trabzon Akçaabat FK ° ,°° | 33  | 4  | 6  | 23 | 015:700 | −55   | 18     |
| 18. | Bozüyükspor (A) °°°       | 33  | 0  | 0  | 33 | 000:990 | −99   | 0      |

Platzierungskriterien: 1. Punkte – 2. Direkter Vergleich (Punkte, Tordifferenz, geschossene Tore) – 3. Tordifferenz – 4. geschossene Tore

| (A) | Absteiger aus der TFF 2. Lig 2013/14         |
| (N) | Neuaufsteiger aus der regionalen Amateurliga |

- ° SP Trabzon Akçaabat FK wurden wegen einer Regelwidrigkeit drei Punkte abgezogen.
- °° Vor dem Rückrundenstart zog sich SP Trabzon Akçaabat FK vom Ligabetrieb zurück und musste zwangsabsteigen. Die verbliebenen Spiele des Klubs wurden mit einer 0:3-Niederlage bewertet.[14]
- °°° Aufgrund von finanziellen Problemen erklärte der Drittligaabsteiger Bozüyükspor vor dem Saisonstart seinen Rückzug aus dem Ligabetrieb. Damit stand der Verein als erster Absteiger fest. Nach diesem Rückzug trat das Reglement in Kraft, wonach Teams die innerhalb einer Saison grundlos zwei Spiele nicht antraten automatisch zwangsabsteigen mussten. Alle Spiele des Klubs wurden mit einer 0:3-Niederlage bewertet.[13]

### Kreuztabelle
Die Kreuztabelle stellt die Ergebnisse aller Spiele dieser Saison dar. Die Heimmannschaft ist in der linken Spalte, die Gastmannschaft in der oberen Zeile aufgelistet.
| 2014/15                         | Ankara Adliyespor | Batman Petrolspor | Bozüyükspor | Bursa Nilüferspor | Çatalcaspor | Çorum Belediyespor | Darıca Gençlerbirliği | Gaziosmanpaşaspor | İstanbulspor | Kırıkhanspor | Kızılcabölükspor | Manavgatspor | Niğde Belediyespor | Sebat Proje Trabzon Akçaabat FK | Ankara Şekerspor | Tire 1922 Spor | Tuzlaspor | Zonguldak Kömürspor |
| ------------------------------- | ----------------- | ----------------- | ----------- | ----------------- | ----------- | ------------------ | --------------------- | ----------------- | ------------ | ------------ | ---------------- | ------------ | ------------------ | ------------------------------- | ---------------- | -------------- | --------- | ------------------- |
| Ankara Adliyespor               |                   | 0:2               | 3:0 1       | 0:0               | 1:0         | 4:0                | 2:2                   | 2:1               | 0:0          | 2:1          | 1:1              | 1:2          | 0:1                | 1:1                             | 0:0              | 4:1            | 3:1       | 3:2                 |
| Batman Petrolspor               | 1:0               |                   | 3:0 1       | 0:1               | 1:0         | 1:2                | 1:1                   | 1:1               | 0:1          | 3:1          | 2:3              | 1:2          | 0:0                | 1:0                             | 0:0              | 2:6            | 0:1       | 2:1                 |
| Bozüyükspor                     | 0:3 1             | 0:3 1             |             | 0:3 1             | 0:3 1       | 0:3 1              | 0:3 1                 | 0:3 1             | 0:3 1        | 0:3 1        | 0:3 1            | 0:3 1        | 0:3 1              | -:- 4                           | 0:3 1            | 0:3 1          | 0:3 1     | 0:3 1               |
| Bursa Nilüferspor               | 0:0               | 4:1               | 3:0 1       |                   | 1:1         | 1:1                | 2:3                   | 1:1               | 1:0          | 1:1          | 0:0              | 3:0          | 0:0                | 3:0 2                           | 1:0              | 2:2            | 1:1       | 2:2                 |
| Çatalcaspor                     | 1:2               | 2:1               | 3:0 1       | 1:1               |             | 0:0                | 1:1                   | 2:1               | 1:0          | 1:0          | 1:1              | 0:0          | 1:2                | 0:2                             | 1:0              | 1:0            | 1:1       | 0:1                 |
| Çorum Belediyespor              | 2:2               | 2:0               | 3:0 1       | 2:0               | 1:0         |                    | 3:1                   | 2:1               | 0:3          | 0:0          | 1:1              | 0:0          | 3:1                | 1:0                             | 2:0              | 1:1            | 0:4       | 0:0                 |
| Darıca Gençlerbirliği           | 1:0               | 2:1               | 3:0 1       | 1:1               | 2:1         | 3:0                |                       | 2:1               | 0:1          | 3:0          | 1:0              | 1:0          | 1:0                | 0:0                             | 4:1              | 1:0            | 1:1       | 0:0                 |
| Gaziosmanpaşaspor               | 3:1               | 0:0               | 3:0 1       | 2:1               | 1:0         | 3:3                | 0:1                   |                   | 0:0          | 0:1          | 2:1              | 0:1          | 1:2                | 3:0 2                           | 2:0              | 1:3            | 0:0       | 0:1                 |
| İstanbulspor                    | 0:1               | 2:0               | 3:0 1       | 1:1               | 1:0         | 1:1                | 2:1                   | 3:0               |              | 1:1          | 0:0              | 2:0          | 5:0                | 3:0 2                           | 3:0              | 1:0            | 0:1       | 1:1                 |
| Kırıkhanspor                    | 0:0               | 1:1               | 3:0 1       | 1:2               | 2:0         | 0:1                | 2:1                   | 2:1               | 2:2          |              | 2:3              | 1:0          | 0:0                | 3:0 2                           | 2:0              | 1:0            | 2:2       | 1:1                 |
| Kızılcabölükspor                | 2:2               | 2:0               | 3:0 1       | 1:1               | 0:2         | 3:2                | 1:1                   | 1:2               | 2:2          | 1:0          |                  | 1:2          | 1:0                | 0:1                             | 4:0              | 1:0            | 0:2       | 1:1                 |
| Manavgatspor                    | 2:2               | 1:2               | 3:0 1       | 0:0               | 0:1         | 0:0                | 0:0                   | 3:0               | 2:0          | 1:0          | 4:4              |              | 1:1                | 0:1                             | 2:0              | 1:2            | 1:3       | 1:2                 |
| Niğde Belediyespor              | 2:2               | 1:3               | 3:0 1       | 0:1               | 3:0         | 1:1                | 0:2                   | 2:2               | 2:2          | 1:0          | 0:1              | 3:2          |                    | 3:0 2                           | 1:1              | 4:2            | 0:3       | 1:0                 |
| Sebat Proje Trabzon Akçaabat FK | 0:3 2             | 0:3 2             | 3:0 1       | 0:4               | 0:3 2       | 0:3 2              | 0:3 2                 | 1:1               | 1:2          | 1:1          | 0:3 2            | 0:3 2        | 0:5                |                                 | 0:3 2            | 0:3 2          | 1:1       | 2:3                 |
| Ankara Şekerspor                | 4:3               | 1:2               | 3:0 1       | 0:1               | 1:2         | 0:3                | 0:1                   | 1:1               | 0:4          | 0:4          | 0:4              | 0:5          | 1:1                | 0:0                             |                  | 1:5            | 2:3       | 0:3                 |
| Tire 1922 Spor                  | 2:1               | 1:1               | 3:0 1       | 1:1               | 2:1         | 0:0                | 1:2                   | 2:0               | 3:0          | 1:0          | 0:1              | 1:2          | 0:0                | 2:1                             | -:- 3            |                | 2:3       | 1:0                 |
| Tuzlaspor                       | 3:1               | 1:1               | 3:0 1       | 3:1               | 2:2         | 5:1                | 0:0                   | 3:1               | 2:1          | 3:3          | 1:0              | 2:0          | 2:1                | 3:0 2                           | 3:0              | 2:3            |           | 1:1                 |
| Zonguldak Kömürspor             | 1:0               | 1:0               | 3:0 1       | 0:0               | 1:1         | 0:0                | 1:1                   | 3:1               | 2:0          | 1:0          | 2:0              | 1:0          | 2:0                | 3:0 2                           | 1:1              | 3:0            | 3:4       |                     |

- tff.org

## Gruppe 2

### Abschlusstabelle
| Pl. | Verein                     | Sp. | S  | U  | N  | Tore    | Diff. | Punkte |
| --- | -------------------------- | --- | -- | -- | -- | ------- | ----- | ------ |
| 1.  | Eyüpspor (A)               | 34  | 21 | 8  | 5  | 050:250 | +25   | 71     |
| 2.  | Sivas 4 Eylül Belediyespor | 34  | 19 | 6  | 9  | 041:240 | +17   | 63     |
| 3.  | Yeni Diyarbakırspor        | 34  | 16 | 14 | 4  | 048:270 | +21   | 62     |
| 4.  | Denizli BB                 | 34  | 19 | 3  | 12 | 046:340 | +12   | 60     |
| 5.  | Gölcükspor                 | 34  | 15 | 11 | 8  | 048:370 | +11   | 56     |
| 6.  | Kemer Tekirovaspor         | 34  | 15 | 8  | 11 | 055:460 | +9    | 53     |
| 7.  | Maltepespor                | 34  | 13 | 9  | 12 | 042:360 | +6    | 48     |
| 8.  | Derincespor                | 34  | 12 | 12 | 10 | 044:440 | ±0    | 48     |
| 9.  | Dardanelspor (A)           | 34  | 10 | 17 | 7  | 035:280 | +7    | 47     |
| 10. | Sancaktepe Belediyespor    | 34  | 11 | 12 | 11 | 044:400 | +4    | 45     |
| 11. | Yeşil Bursa SK             | 34  | 11 | 11 | 12 | 042:320 | +10   | 44     |
| 12. | Arsinspor                  | 34  | 11 | 11 | 12 | 040:360 | +4    | 44     |
| 13. | Payas Belediyespor 1975    | 34  | 11 | 10 | 13 | 040:410 | −1    | 43     |
| 14. | Çine Madranspor (N)        | 34  | 10 | 7  | 17 | 040:520 | −12   | 37     |
| 15. | Erzincan Refahiyespor      | 34  | 9  | 9  | 16 | 036:520 | −16   | 36     |
| 16. | Halide Edip Adıvar SK (N)  | 34  | 9  | 5  | 20 | 032:540 | −22   | 32     |
| 17. | 68 Yeni Aksarayspo         | 34  | 6  | 12 | 16 | 021:430 | −22   | 30     |
| 18. | Çankırıspor ° ,°°          | 34  | 3  | 5  | 26 | 022:750 | −53   | 14     |

Platzierungskriterien: 1. Punkte – 2. Direkter Vergleich (Punkte, Tordifferenz, geschossene Tore) – 3. Tordifferenz – 4. geschossene Tore

| (A) | Absteiger aus der TFF 2. Lig 2013/14         |
| (N) | Neuaufsteiger aus der regionalen Amateurliga |

- ° Çankırıspor wurde am Saisonanfang drei Punkte abgezogen.
- °° Die Vereinsführung von Çankırıspor beantragte nach dem 29. Spieltag, nach dem der Verein als Absteiger feststand, den Rückzug vom Ligabetrieb. Nach diesem Rückzug trat das Reglement in Kraft, wonach Teams die innerhalb einer Saison grundlos zwei Spiele nicht antraten automatisch zwangsabsteigen mussten. Die vier verbliebenen Spiele des Klubs wurden mit einer 0:3-Niederlage bewertet.[15]

### Kreuztabelle
Die Kreuztabelle stellt die Ergebnisse aller Spiele dieser Saison dar. Die Heimmannschaft ist in der linken Spalte, die Gastmannschaft in der oberen Zeile aufgelistet.
| 2014/15                    | 68 Yeni Aksarayspor | Arsinspor | Çankırıspor | Çine Madranspor | Dardanelspor | Denizli BB | Derincespor |       | Eyüpspor | Gölcükspor | Halide Edip Adıvar SK | Maltepespor | Payas Belediyespor 1975 | Sancaktepe Belediyespor | Sivas 4 Eylül Belediyespor | Kemer Tekirovaspor | Yeni Diyarbakırspor | Yeşil Bursa SK |
| -------------------------- | ------------------- | --------- | ----------- | --------------- | ------------ | ---------- | ----------- | ----- | -------- | ---------- | --------------------- | ----------- | ----------------------- | ----------------------- | -------------------------- | ------------------ | ------------------- | -------------- |
| 68 Yeni Aksarayspor        |                     | 1:4       | 2:0         | 0:1             | 1:0          | 0:2        | 2:4         | 1:2   | 0:2      | 1:1        | 1:0                   | 0:0         | 1:0                     | 0:0                     | 2:0                        | 1:1                | 2:2                 | 1:0            |
| Arsinspor                  | 2:0                 |           | 2:0         | 1:2             | 1:0          | 0:1        | 1:2         | 3:0   | 2:2      | 0:1        | 2:5                   | 1:1         | 3:0                     | 1:1                     | 0:0                        | 1:3                | 1:0                 | 1:1            |
| Çankırıspor                | 1:1                 | 1:2       |             | 2:4             | 1:3          | 2:1        | 0:2         | 0:3 5 | 1:2      | 2:4        | 0:1                   | 1:1         | 0:1                     | 1:3                     | 0:3                        | 0:3 5              | 0:2                 | 0:2            |
| Çine Madranspor            | 0:0                 | 1:1       | 2:1         |                 | 0:2          | 1:2        | 3:1         | 0:2   | 2:3      | 2:3        | 2:1                   | 0:1         | 1:2                     | 2:0                     | 0:1                        | 2:1                | 1:3                 | 1:2            |
| Dardanelspor               | 0:0                 | 1:1       | 0:0         | 2:1             |              | 0:0        | 2:0         | 1:2   | 1:1      | 1:1        | 1:1                   | 1:1         | 1:1                     | 1:1                     | 1:3                        | 0:1                | 1:1                 | 0:2            |
| Denizli BB                 | 1:0                 | 2:1       | 0:1         | 0:2             | 0:2          |            | 2:0         | 4:1   | 0:0      | 1:2        | 3:0                   | 2:1         | 4:0                     | 1:3                     | 3:0                        | 1:0                | 0:1                 | 1:0            |
| Derincespor                | 0:0                 | 2:4       | 3:0 5       | 1:1             | 1:1          | 1:2        |             | 0:0   | 0:3      | 3:0        | 3:1                   | 1:1         | 1:1                     | 2:2                     | 2:1                        | 2:2                | 0:1                 | 1:1            |
| Erzincan Refahiyespor      | 1:1                 | 0:0       | 2:0         | 3:1             | 0:0          | 2:4        | 1:2         |       | 0:1      | 2:2        | 2:0                   | 0:5         | 2:1                     | 1:2                     | 1:2                        | 3:2                | 1:1                 | 0:2            |
| Eyüpspor                   | 2:0                 | 2:0       | 2:1         | 1:0             | 1:0          | 3:0        | 3:1         | 2:0   |          | 1:0        | 4:0                   | 2:1         | 2:0                     | 1:3                     | 0:0                        | 2:1                | 0:0                 | 1:0            |
| Gölcükspor                 | 1:1                 | 1:0       | 6:0         | 1:1             | 0:0          | 1:0        | 0:0         | 1:0   | 3:1      |            | 2:0                   | 1:3         | 2:1                     | 2:1                     | 2:1                        | 3:4                | 0:1                 | 0:0            |
| Halide Edip Adıvar SK      | 2:1                 | 0:1       | 1:0         | 0:0             | 1:2          | 1:2        | 0:1         | 1:1   | 1:1      | 2:0        |                       | 1:2         | 1:2                     | 2:1                     | 0:0                        | 1:0                | 0:1                 | 1:4            |
| Maltepespor                | 2:0                 | 1:0       | 3:1         | 0:0             | 1:3          | 0:4        | 4:0         | 1:0   | 2:0      | 1:1        | 0:1                   |             | 0:3                     | 1:0                     | 0:3                        | 2:0                | 2:0                 | 2:1            |
| Payas Belediyespor 1975    | 5:0                 | 3:2       | 3:0 5       | 2:0             | 1:1          | 0:1        | 3:2         | 0:0   | 0:0      | 0:1        | 3:0                   | 0:0         |                         | 0:0                     | 0:1                        | 2:2                | 1:3                 | 0:4            |
| Sancaktepe Belediyespor    | 1:0                 | 0:1       | 2:2         | 3:2             | 0:0          | 1:1        | 1:2         | 3:0   | 1:2      | 0:2        | 3:4                   | 1:0         | 1:2                     |                         | 1:0                        | 1:1                | 1:1                 | 1:0            |
| Sivas 4 Eylül Belediyespor | 0:0                 | 1:0       | 1:2         | 1:0             | 0:2          | 2:0        | 0:0         | 2:0   | 1:0      | 2:1        | 2:1                   | 2:1         | 2:1                     | 1:0                     |                            | 4:0                | 2:0                 | 2:0            |
| Kemer Tekirovaspor         | 1:0                 | 1:1       | 6:2         | 4:3             | 1:2          | 3:0        | 0:2         | 3:3   | 2:0      | 2:0        | 1:0                   | 1:0         | 1:0                     | 2:2                     | 2:0                        |                    | 0:3                 | 3:1            |
| Yeni Diyarbakırspor        | 3:0                 | 0:0       | 2:0         | 0:0             | 2:2          | 3:0        | 1:1         | 3:1   | 1:1      | 1:1        | 3:2                   | 3:2         | 1:1                     | 0:2                     | 1:0                        | 0:0                |                     | 0:0            |
| Yeşil Bursa SK             | 2:1                 | 0:0       | 0:0         | 5:0             | 0:1          | 0:1        | 0:1         | 1:0   | 1:2      | 2:2        | 3:0                   | 0:0         | 1:1                     | 2:2                     | 1:1                        | 2:1                | 2:4                 |                |

## Gruppe 3

### Abschlusstabelle
| Pl. | Verein                            | Sp. | S  | U  | N  | Tore    | Diff. | Punkte |
| --- | --------------------------------- | --- | -- | -- | -- | ------- | ----- | ------ |
| 1.  | Üsküdar Anadolu 1908 SK           | 34  | 18 | 9  | 7  | 055:320 | +23   | 63     |
| 2.  | Ankara Demirspor                  | 34  | 17 | 9  | 8  | 048:290 | +19   | 60     |
| 3.  | Sakaryaspor                       | 34  | 15 | 12 | 7  | 043:320 | +11   | 57     |
| 4.  | BB Erzurumspor                    | 34  | 14 | 12 | 8  | 042:340 | +8    | 54     |
| 5.  | Silivrispor                       | 34  | 15 | 8  | 11 | 046:420 | +4    | 53     |
| 6.  | Kahramanmaraş BB                  | 34  | 13 | 12 | 9  | 041:280 | +13   | 51     |
| 7.  | Beylerbeyi SK                     | 34  | 11 | 15 | 8  | 039:330 | +6    | 48     |
| 8.  | Sandıklıspor                      | 34  | 11 | 11 | 12 | 040:390 | +1    | 44     |
| 9.  | Orhangazispor                     | 34  | 11 | 10 | 13 | 026:370 | −11   | 43     |
| 10. | Erzin Belediyespor (N)            | 34  | 11 | 9  | 14 | 041:470 | −6    | 42     |
| 11. | Van BB                            | 34  | 11 | 9  | 14 | 032:470 | −15   | 42     |
| 12. | Bayburt Grup İl Özel İdare GS (N) | 34  | 11 | 9  | 14 | 036:310 | +5    | 42     |
| 13. | Etimesgut Belediyespor (N)        | 34  | 10 | 12 | 12 | 043:410 | +2    | 42     |
| 14. | Ayvalıkgücü                       | 34  | 9  | 14 | 11 | 034:380 | −4    | 41     |
| 15. | Bergama Belediyespor              | 34  | 9  | 14 | 11 | 034:390 | −5    | 41     |
| 16. | FBM Makina Balçova Yaşamspor      | 34  | 10 | 10 | 14 | 041:440 | −3    | 40     |
| 17. | Kayseri Şekerspor                 | 34  | 10 | 9  | 15 | 036:410 | −5    | 39     |
| 18. | Istanbul Güngörenspor (A)         | 34  | 4  | 8  | 22 | 025:680 | −43   | 20     |

Platzierungskriterien: 1. Punkte – 2. Direkter Vergleich (Punkte, Tordifferenz, geschossene Tore) – 3. Tordifferenz – 4. geschossene Tore

| (A) | Absteiger aus der TFF 2. Lig 2013/14         |
| (N) | Neuaufsteiger aus der regionalen Amateurliga |

### Kreuztabelle
Die Kreuztabelle stellt die Ergebnisse aller Spiele dieser Saison dar. Die Heimmannschaft ist in der linken Spalte, die Gastmannschaft in der oberen Zeile aufgelistet.
| 2014/15                       | Ankara Demirspor | Ayvalıkgücü | FBM Makina Balçova Yaşamspor | Bayburt Grup İl Özel İdare GS | Bergama Belediyespor | Beylerbeyi SK | Erzin Belediyespor | Erzurum BB | Etimesgut Belediyespor | Istanbul Güngörenspor | Kahramanmaraş BB | Kayseri Şekerspor | Orhangazispor | Sakaryaspor | Elibol Sandıklıspor | Silivrispor | Üsküdar Anadolu 1908 SK |     |
| ----------------------------- | ---------------- | ----------- | ---------------------------- | ----------------------------- | -------------------- | ------------- | ------------------ | ---------- | ---------------------- | --------------------- | ---------------- | ----------------- | ------------- | ----------- | ------------------- | ----------- | ----------------------- | --- |
| Ankara Demirspor              |                  | 1:1         | 1:0                          | 1:0                           | 0:0                  | 1:1           | 4:1                | 2:0        | 3:0                    | 4:1                   | 0:0              | 2:1               | 0:2           | 1:0         | 2:1                 | 4:0         | 0:2                     | 2:1 |
| Ayvalıkgücü                   | 2:1              |             | 2:0                          | 0:2                           | 2:0                  | 1:4           | 3:0                | 1:1        | 0:0                    | 4:0                   | 0:1              | 3:1               | 0:2           | 1:0         | 2:1                 | 1:1         | 1:1                     | 1:1 |
| FBM Makina Balçova Yaşamspor  | 2:2              | 0:0         |                              | 1:1                           | 0:0                  | 3:0           | 1:1                | 1:2        | 0:0                    | 3:1                   | 3:0              | 1:3               | 1:0           | 0:0         | 4:2                 | 1:3         | 0:0                     | 2:0 |
| Bayburt Grup İl Özel İdare GS | 0:0              | 4:1         | 1:2                          |                               | 0:0                  | 4:4           | 1:0                | 0:1        | 2:0                    | 2:1                   | 2:1              | 0:0               | 0:1           | 2:2         | 1:0                 | 3:0         | 0:2                     | 0:0 |
| Bergama Belediyespor          | 0:1              | 0:0         | 1:0                          | 0:0                           |                      | 0:0           | 1:0                | 3:1        | 2:0                    | 1:1                   | 1:0              | 3:2               | 0:0           | 0:1         | 1:1                 | 3:3         | 1:2                     | 2:1 |
| Beylerbeyi SK                 | 1:0              | 1:0         | 1:0                          | 1:0                           | 2:2                  |               | 2:1                | 0:1        | 2:2                    | 2:0                   | 1:1              | 4:2               | 2:2           | 1:1         | 0:0                 | 1:1         | 0:2                     | 3:0 |
| Erzin Belediyespor            | 2:3              | 4:2         | 3:0                          | 2:1                           | 0:2                  | 0:0           |                    | 1:0        | 1:0                    | 3:1                   | 2:2              | 0:0               | 0:0           | 0:2         | 1:1                 | 1:0         | 1:2                     | 2:0 |
| Erzurum BB                    | 1:1              | 0:1         | 1:1                          | 1:0                           | 3:1                  | 0:0           | 1:3                |            | 0:0                    | 1:0                   | 2:2              | 1:1               | 1:0           | 0:1         | 1:1                 | 1:0         | 5:1                     | 4:0 |
| Etimesgut Belediyespor        | 0:0              | 3:0         | 2:2                          | 0:0                           | 3:1                  | 1:1           | 3:3                | 1:2        |                        | 1:2                   | 2:0              | 0:0               | 1:2           | 3:0         | 0:1                 | 2:0         | 1:1                     | 2:1 |
| Istanbul Güngörenspor         | 1:3              | 0:0         | 4:3                          | 0:3                           | 0:1                  | 0:0           | 2:2                | 0:4        | 1:3                    |                       | 0:0              | 0:2               | 0:1           | 1:1         | 2:2                 | 2:0         | 1:7                     | 1:0 |
| Kahramanmaraş BB              | 0:0              | 2:2         | 2:0                          | 2:0                           | 1:0                  | 3:2           | 2:0                | 4:1        | 2:0                    | 2:0                   |                  | 1:0               | 0:1           | 1:1         | 1:1                 | 0:1         | 0:0                     | 1:2 |
| Kayseri Şekerspor             | 0:2              | 1:0         | 1:2                          | 1:4                           | 1:0                  | 3:2           | 0:1                | 1:2        | 1:0                    | 2:0                   | 1:1              |                   | 1:0           | 0:1         | 1:1                 | 2:1         | 3:0                     | 1:1 |
| Orhangazispor                 | 1:0              | 0:0         | 0:4                          | 1:0                           | 1:1                  | 1:0           | 0:3                | 1:1        | 0:3                    | 1:1                   | 0:3              | 0:0               |               | 0:0         | 1:3                 | 2:1         | 1:2                     | 0:1 |
| Sakaryaspor                   | 0:3              | 0:0         | 2:1                          | 1:0                           | 2:0                  | 0:0           | 3:0                | 1:1        | 3:3                    | 3:1                   | 0:0              | 2:1               | 1:1           |             | 0:1                 | 2:1         | 1:0                     | 6:2 |
| Elibol Sandıklıspor           | 1:3              | 0:0         | 2:1                          | 0:1                           | 4:2                  | 0:1           | 2:0                | 0:1        | 4:1                    | 2:1                   | 1:2              | 0:0               | 3:1           | 1:2         |                     | 0:0         | 1:1                     | 1:1 |
| Silivrispor                   | 2:1              | 4:2         | 2:0                          | 2:1                           | 1:1                  | 1:0           | 4:2                | 3:0        | 1:2                    | 2:0                   | 0:2              | 1:0               | 2:0           | 2:1         | 1:2                 |             | 1:0                     | 0:0 |
| Üsküdar Anadolu 1908 SK       | 4:0              | 1:0         | 1:0                          | 1:0                           | 5:1                  | 0:1           | 0:0                | 0:0        | 1:3                    | 1:0                   | 1:0              | 4:3               | 2:1           | 2:3         | 2:0                 | 2:2         |                         | 4:0 |
| Van BB                        | 1:0              | 1:1         | 0:1                          | 2:1                           | 2:2                  | 1:0           | 2:1                | 1:1        | 2:1                    | 2:0                   | 1:0              | 1:0               | 0:2           | 2:0         | 1:2                 | 1:2         | 1:1                     |     |

## Play-offs

### Gruppe 1
Halbfinale
- Hinspiele: 14. Mai 2015
- Rückspiele: 18. Mai 2015

|                    | Gesamt    |                       | Hinspiel | Rückspiel |
| ------------------ | --------- | --------------------- | -------- | --------- |
| Çorum Belediyespor | 2:0       | Darıca Gençlerbirliği | 0:0      | 2:0       |
| İstanbulspor       | (a)1:1(a) | Zonguldak Kömürspor   | 0:0      | 1:1       |

Finale
| İstanbulspor                                        | İstanbulspor | Çorum Belediyespor | Çorum Belediyespor |
| --------------------------------------------------- | --- | --- | ------------------ |
| İstanbulspor                                        | \| Playoff-Finale \| \| 26. Mai 2015 in Eskişehir (Eskişehir Atatürk Stadı) \| \| Ergebnis: 3:1 (2:1) \| \| Schiedsrichter: Yunus Yıldırım (Manisa) \| \| Spielbericht \|                                                                          | \| Playoff-Finale \| \| 26. Mai 2015 in Eskişehir (Eskişehir Atatürk Stadı) \| \| Ergebnis: 3:1 (2:1) \| \| Schiedsrichter: Yunus Yıldırım (Manisa) \| \| Spielbericht \|                                                                                      | Çorum Belediyespor |
| İstanbulspor                                        | Akın Köroğlu – Oğuzhan Yazıcı, İlyas Akan, Efe Özcan (83. Veysi Öz), Yalçın Kılınç – Hurşit Taşcı (90. Erdi Güncan), Gökhan Şahin, Tevfik Doğukan Pala, Onur Ergün – Güney Polat, Abdulkadir Kuzey (77. Bilal Çebi) Cheftrainer: Bülent Demirkanlı | Fatih Kaldan – İmam Almas, Ahmet Buğra Erdoğan (74. Emrah Akar), Akın Karaaslan, Eray Eren, Turgay An – Berat Genç (38. Burak Seres), Murathan Buruş, Nedim Köseoğlu (79. Furkan Çalışır) – Mehmet Akif Tatlı, Muhammed Fatih Kanat Cheftrainer: Yavuz İncedal | Çorum Belediyespor |
| İstanbulspor                                        | 1:0 Hurşit Taşcı (31.) 2:0 Efe Özcan (34.) 3:1 Veysi Öz (88.) | 2:1 Muhammed Fatih Kanat (36.) | Çorum Belediyespor |
| İstanbulspor                                        | İlyas Akan (72.), Yalçın Kılınç (79.) | Nedim Köseoğlu (45.) | Çorum Belediyespor |
| İstanbulspor                                        | İstanbulspor ist durch diesen Sieg in die TFF 2. Lig aufgestiegen. | | Çorum Belediyespor |
| Playoff-Finale                                      | | |                    |
| 26. Mai 2015 in Eskişehir (Eskişehir Atatürk Stadı) | | |                    |
| Ergebnis: 3:1 (2:1)                                 | | |                    |
| Schiedsrichter: Yunus Yıldırım (Manisa)             | | |                    |
| Spielbericht                                        | | |                    |

### Gruppe 2
Halbfinale
- Hinspiele: 14. Mai 2015
- Rückspiele: 18. Mai 2015

|            | Gesamt |                            | Hinspiel | Rückspiel |
| ---------- | ------ | -------------------------- | -------- | --------- |
| Gölcükspor | 1:2    | Sivas 4 Eylül Belediyespor | 0:0      | 1:2       |
| Denizli BB | 3:0    | Yeni Diyarbakırspor        | 0:0      | *3:0*     |

* Die Begegnung wurde vom leitenden Schiedsrichter Hüseyin Sabancı beim Stande von 1:1 abgebrochen, da in der Nachspielzeit heimische Zuschauer das Spielfeld stürmten.
Finale
| Sivas 4 Eylül Belediyespor                      | Sivas 4 Eylül Belediyespor | Denizli BB | Denizli BB |
| ----------------------------------------------- | --- | --- | ---------- |
| Sivas 4 Eylül Belediyespor                      | \| Playoff-Finale \| \| 28. Mai 2015 in Sakarya (Sakarya Atatürk Stadı) \| \| Ergebnis: 1:0 (1:0) \| \| Schiedsrichter: Özgür Yankaya (Edirne) \| \| Spielbericht \|                                                                                    | \| Playoff-Finale \| \| 28. Mai 2015 in Sakarya (Sakarya Atatürk Stadı) \| \| Ergebnis: 1:0 (1:0) \| \| Schiedsrichter: Özgür Yankaya (Edirne) \| \| Spielbericht \|                                                                                     | Denizli BB |
| Sivas 4 Eylül Belediyespor                      | Serkan Demirol – Uğur Bulut, Ali Aydın (68. Volkan Çekirdek), Yakup Yiğit, Nuri Melih Mursal – Semih Kahraman, Ozan Kılıçoğlu, Murat Akgül, Sami İzcican – Gökhan Özer (88. Hakan Doğru), Mustafa Cevret (64. Seyid Ahmet Han) Cheftrainer: Yusuf Tokuş | Taylan Aydoğan – Süleyman Varlık, İlyas Ekiz, Efşan Geçgin, Şahin Şafakoğlu (61. Fazlı Ayan) – Cenk Özbey, Ramazan Aksoy (72. Aziz Kızılgün), Uğur Ayhan (90. Zafer Cansız), Rıdvan Aykan – İlker Avşar, Mehmet Mert Özkaptan Cheftrainer: İbrahim Çelik | Denizli BB |
| Sivas 4 Eylül Belediyespor                      | 1:0 Gökhan Özer (29.) | | Denizli BB |
| Sivas 4 Eylül Belediyespor                      | Gökhan Özer (61.), Nuri Melih Mursal (76.) | Taylan Aydoğan (9.), Ramazan Aksoy (62.), Süleyman Varlık (73.) | Denizli BB |
| Sivas 4 Eylül Belediyespor                      | Sivas 4 Eylül Belediyespor ist durch diesen Sieg in die TFF 2. Lig aufgestiegen. | | Denizli BB |
| Playoff-Finale                                  | | |            |
| 28. Mai 2015 in Sakarya (Sakarya Atatürk Stadı) | | |            |
| Ergebnis: 1:0 (1:0)                             | | |            |
| Schiedsrichter: Özgür Yankaya (Edirne)          | | |            |
| Spielbericht                                    | | |            |

### Gruppe 3
Halbfinale
- Hinspiele: 14. Mai 2015
- Rückspiele: 18. Mai 2015

|                | Gesamt |                  | Hinspiel | Rückspiel |
| -------------- | ------ | ---------------- | -------- | --------- |
| Silivrispor    | 2:4    | Ankara Demirspor | 1:1      | 1:3       |
| BB Erzurumspor | 0:1    | Sakaryaspor      | 0:0      | 0:1 n. V. |

Finale
| Ankara Demirspor                            | Ankara Demirspor | Sakaryaspor | Sakaryaspor |
| ------------------------------------------- | --- | --- | ----------- |
| Ankara Demirspor                            | \| Playoff-Finale \| \| 27. Mai 2015 in Izmir (İzmir Atatürk Stadı) \| \| Ergebnis: 2:0 (0:0) \| \| Schiedsrichter: Fırat Aydınus (Istanbul) \| \| Spielbericht \|                                                                   | \| Playoff-Finale \| \| 27. Mai 2015 in Izmir (İzmir Atatürk Stadı) \| \| Ergebnis: 2:0 (0:0) \| \| Schiedsrichter: Fırat Aydınus (Istanbul) \| \| Spielbericht \| | Sakaryaspor |
| Ankara Demirspor                            | Gökhan Siverek – Hüseyin Erol, Gökhan Köseoğlu, Doğancan Topal, Bilal Özhan 83 (83. Hakan Çeri) – Erkut Başkaya (90. Emre Akdağ), Çağrı Tekin, Hüseyin Bak, Doğancan Kılıç – Umut Aslan, Fatih Şerifoğlu Cheftrainer: Serdar Bozkurt | Yavuz Eraydın – Sertaç Eren, Muhammet Yürükuslu, Burak Bekaroğlu, Özgür Kedikli – Alaattin Hamza Ok, Aykut Duran, Mert Sarı (71. Ahmet Buğrahan Tuncay), Levent Demiray (66. Burak Göksel) – Abdülkadir Akyıldız, Gökhan Yazıcı (86. Mustafa Akgün) Cheftrainer: Osman Özdemir | Sakaryaspor |
| Ankara Demirspor                            | 1:0 Umut Aslan (62.) 2:0 Emre Akdağ (90.) | | Sakaryaspor |
| Ankara Demirspor                            | Çağrı Tekin (58.), Erkut Başkaya (89.) | Özgür Kedikli (58.), Abdülkadir Akyıldız (76.) | Sakaryaspor |
| Ankara Demirspor                            | Ankara Demirspor ist durch diesen Sieg in die TFF 2. Lig aufgestiegen. | | Sakaryaspor |
| Playoff-Finale                              | | |             |
| 27. Mai 2015 in Izmir (İzmir Atatürk Stadı) | | |             |
| Ergebnis: 2:0 (0:0)                         | | |             |
| Schiedsrichter: Fırat Aydınus (Istanbul)    | | |             |
| Spielbericht                                | | |             |

## Torschützenliste
Der Türkische Fußballverband (TFF) führt für alle drei Gruppen der TFF 3. Lig separate Torschützenlisten, bestimmt aber den Torschützenkönig aus einer einzigen zusammengefügten Torschützenliste. In der Liste werden nur die Tore im regulären Ligabetrieb gezählt. Tore die in der Playoffphase erzählt wurden, werden vom Fußballverband nicht in der Torschützenliste berücksichtigt.
| Pl. | Nat.   | Spieler             | Verein                     | Tore |
| --- | ------ | ------------------- | -------------------------- | ---- |
| 1   | Turkei | Cenk Sarıtaş        | Üsküdar Anadolu 1908 SK    | 19   |
| 2.  | Turkei | Fatih Şerifoğlu     | Ankara Demirspor           | 18   |
| 2.  | Turkei | Yakup Alkan         | Tuzlaspor                  | 18   |
| 3.  | Turkei | Abdülkadir Akyıldız | Sakaryaspor                | 16   |
| 4.  | Turkei | İsmail Düzgün       | Silivrispor                | 15   |
| 4.  | Turkei | Murat Almış         | Ankara Adliyespor          | 15   |
| 5.  | Turkei | Abuzer Gaffar Toplu | Maltepespor                | 14   |
| 5.  | Turkei | İlker Avşar         | Denizli BB                 | 14   |
| 5.  | Turkei | Hüseyin Çelik       | Kızılcabölükspor           | 14   |
| 6.  | Turkei | Gökhan Özer         | Sivas 4 Eylül Belediyespor | 13   |
| 6.  | Turkei | Selçuk Vural        | Arsinspor                  | 13   |
| 6.  | Turkei | Uğur Karakoç        | Çine Madranspor            | 13   |
| 6.  | Turkei | Mert Hakan Yandaş   | Tire 1922 Spor             | 13   |